# La Liga 2018-2019
La Liga 2018-19 a fost sezonul cu numărul 87 al campionatului Spaniei la fotbal. Sezonul a început pe 17 august 2018 și s-a încheiat pe 26 mai 2019.

## Echipe, stadioane și locații
| Echipă          | Locație         | Stadion                | Capacitate |
| --------------- | --------------- | ---------------------- | ---------- |
| Alavés          | Vitoria-Gasteiz | Mendizorrotza          | 19.840     |
| Athletic Bilbao | Bilbao          | San Mamés              | 53.000     |
| Atlético Madrid | Madrid          | Wanda Metropolitano    | 68.000     |
| Barcelona       | Barcelona       | Camp Nou               | 99.354     |
| Celta Vigo      | Vigo            | Abanca-Balaídos        | 29.000     |
| Eibar           | Eibar           | Ipurua                 | 7.083      |
| Espanyol        | Barcelona       | RCDE Stadium           | 40.000     |
| Getafe          | Getafe          | Coliseum Alfonso Pérez | 17.000     |
| Girona          | Girona          | Montilivi              | 9.200      |
| Huesca          | Huesca          | El Alcoraz             | 5.500      |
| Leganés         | Leganés         | Butarque               | 11.454     |
| Levante         | Valencia        | Ciutat de València     | 26.354     |
| Rayo Vallecano  | Madrid          | Vallecas               | 14.708     |
| Real Betis      | Sevilla         | Benito Villamarín      | 60.721     |
| Real Madrid     | Madrid          | Santiago Bernabéu      | 81.044     |
| Real Sociedad   | San Sebastián   | Anoeta                 | 32.000     |
| Sevilla         | Sevilla         | Ramón Sánchez Pizjuán  | 42.714     |
| Valencia        | Valencia        | Mestalla               | 49.500     |
| Valladolid      | Valladolid      | José Zorrilla          | 26.512     |
| Villarreal      | Villarreal      | Estadio de la Cerámica | 23.500     |

## Persoane importante și sponsori:
| Echipă          | Antrenor             | Căpitan            | Producator echipament | Sponsor tricou                                                             |
| --------------- | -------------------- | ------------------ | --------------------- | -------------------------------------------------------------------------- |
| Alavés          | Abelardo Fernández   | Manu García        | Kelme                 | Betway, LEA, Araba-Álava, Integra Energía, Euskaltel                       |
| Athletic Bilbao | Gaizka Garitano      | Markel Susaeta     | New Balance           | Kutxabank                                                                  |
| Atlético Madrid | Diego Simeone        | Diego Godín        | Nike                  | Plus500, Hyundai                                                           |
| Barcelona       | Ernesto Valverde     | Lionel Messi       | Nike                  | Rakuten, UNICEF, Beko                                                      |
| Celta Vigo      | Fran Escribá         | Hugo Mallo         | Adidas                | Estrella Galicia 0,0, Abanca, Grupo Recalvi                                |
| Eibar           | José Luis Mendilibar | Asier Riesgo       | Puma                  | AVIA, HiKOKI                                                               |
| Espanyol        | Rubi                 | Javi López         | Kelme                 | Riviera Maya, InnJoo                                                       |
| Getafe          | José Bordalás        | Jorge Molina       | Joma                  | Tecnocasa Group, @getafecf                                                 |
| Girona          | Eusebio Sacristán    | Álex Granell       | Umbro                 | Marathonbet, Costa Brava                                                   |
| Huesca          | Francisco            | Juanjo Camacho     | Kelme                 | Huesca La Magia, DISA, Bodega Sommos, Grupo Cosehisa, El Dorado, Ambar 0,0 |
| Leganés         | Mauricio Pellegrino  | Unai Bustinza      | Joma                  | Betway, Sambil Outlet Madrid, BeSoccer, Arriaga Asociados                  |
| Levante         | Paco López           | Pedro López        | Macron                | Betway, Baleària                                                           |
| Rayo Vallecano  | Paco Jémez           | Adri Embarba       | Kelme                 | Creditea                                                                   |
| Real Betis      | Quique Setién        | Joaquín            | Kappa                 | GreenEarth, Reale Seguros, BeSoccer                                        |
| Real Madrid     | Zinedine Zidane      | Sergio Ramos       | Adidas                | Emirates                                                                   |
| Real Sociedad   | Imanol Alguacil      | Asier Illarramendi | Macron                | Kutxabank, Reale Seguros                                                   |
| Sevilla         | Joaquín Caparrós     | Jesús Navas        | Nike                  | Playtika, Betfair, EverFX                                                  |
| Valencia        | Marcelino            | Daniel Parejo      | Adidas                | BLU, beIN Sports, Sesderma, Alfa Romeo                                     |
| Valladolid      | Sergio González      | Javi Moyano        | Hummel                | Cuatro Rayas, Integra Energía, Valladolid Ciudad Amiga                     |
| Villarreal      | Javier Calleja       | Bruno              | Joma                  | Pamesa Cerámica, Endavant                                                  |

## Clasament
| Poz | Echipe          | Pct | MJ | V  | E  | Î  | GM | GP | Glv | Promovare sau retrogradare                  |
| --- | --------------- | --- | -- | -- | -- | -- | -- | -- | --- | ------------------------------------------- |
| 1   | Barcelona       | 86  | 37 | 26 | 8  | 3  | 88 | 34 | +54 | Faza grupelor Ligii Campionilor 2019–20     |
| 2   | Atlético Madrid | 75  | 37 | 22 | 9  | 6  | 53 | 27 | +26 | Faza grupelor Ligii Campionilor 2019–20     |
| 3   | Real Madrid     | 68  | 37 | 21 | 5  | 11 | 63 | 44 | +19 | Faza grupelor Ligii Campionilor 2019–20     |
| 4   | Valencia        | 58  | 37 | 14 | 16 | 7  | 49 | 35 | +14 | Faza grupelor Ligii Campionilor 2019–20     |
| 5   | Getafe          | '58 | 37 | 15 | 13 | 9  | 46 | 33 | +13 | Faza grupelor UEFA Europa League 2019–20    |
| 6   | Sevilla         | 56  | 37 | 16 | 8  | 13 | 60 | 47 | +13 | Playoff-uri Europa League 2019-20           |
| 7   | Athletic Bilbao | 53  | 37 | 13 | 14 | 10 | 41 | 43 | –2  |                                             |
| 8   | Real Sociedad   | 50  | 37 | 13 | 11 | 13 | 45 | 44 | +1  |                                             |
| 9   | Espanyol        | 50  | 37 | 13 | 11 | 13 | 46 | 50 | –4  |                                             |
| 10  | Betis           | 47  | 37 | 13 | 8  | 16 | 42 | 52 | –10 |                                             |
| 11  | Alavés          | 47  | 37 | 12 | 11 | 14 | 37 | 49 | –12 |                                             |
| 12  | Eibar           | 46  | 37 | 11 | 13 | 13 | 44 | 48 | –4  |                                             |
| 13  | Leganes         | 45  | 37 | 11 | 12 | 14 | 36 | 41 | –5  |                                             |
| 14  | Villarreal      | 43  | 37 | 10 | 13 | 14 | 47 | 50 | –3  |                                             |
| 15  | Levante         | 43  | 37 | 11 | 10 | 16 | 57 | 64 | –7  |                                             |
| 16  | Valladolid      | 41  | 37 | 10 | 11 | 16 | 32 | 49 | –17 |                                             |
| 17  | Celta Vigo      | 40  | 37 | 10 | 10 | 17 | 51 | 60 | –9  |                                             |
| 18  | Girona          | 37  | 37 | 9  | 10 | 18 | 36 | 51 | –15 | Retrogadare în Segunda Division din 2019–20 |
| 19  | Rayo Vallecano  | 31  | 37 | 8  | 7  | 22 | 39 | 68 | –29 | Retrogadare în Segunda Division din 2019–20 |
| 20  | Huesca          | 30  | 37 | 6  | 12 | 19 | 41 | 64 | –23 | Retrogadare în Segunda Division din 2019–20 |

## Rezultate
| Acasă \ Deplasare | ALA | ATH | ATM | BAR | CEL | EIB | ESP | GET | GIR | HUE | LEG | LEV | RAY | BET | RMA | RSO | SEV | VAL | VLD | VIL |
| ----------------- | --- | --- | --- | --- | --- | --- | --- | --- | --- | --- | --- | --- | --- | --- | --- | --- | --- | --- | --- | --- |
| Alavés            | —   | 0–0 | 0–4 | 0–2 | 0–0 | 1–1 | 2–1 | 1–1 |     | 2–1 | 1–1 | 2–0 | 0–1 | 0–0 | 1–0 | 0–1 | 1–1 | 2–1 | 2–2 | 2–1 |
| Athletic Bilbao   | 1–1 | —   | 2–0 | 0–0 | 3–1 | 1–0 | 1–1 | 1–1 | 1–0 | 2–2 | 2–1 | 3–2 | 3–2 | 1–0 | 1–1 | 1–3 | 2–0 | 0–0 | 1–1 | 0–3 |
| Atlético Madrid   | 3–0 | 3–2 | —   | 1–1 | 2–0 | 1–1 | 1–0 | 2–0 | 2–0 | 3–0 | 1–0 | 1–0 | 1–0 | 1–0 | 1–3 | 2–0 | 1–1 | 3–2 | 1–0 | 2–0 |
| Barcelona         | 3–0 | 1–1 | 2–0 | —   | 2–0 | 3–0 | 2–0 | 2–0 | 2–2 | 8–2 | 3–1 | 1–0 | 3–1 | 3–4 | 5–1 | 2–1 | 4–2 | 2–2 | 1–0 | 2–0 |
| Celta Vigo        | 0–1 | 1–2 | 2–0 | 2–0 | —   | 4–0 | 1–1 | 1–1 | 2–1 | 2–0 | 0–0 | 1–4 |     | 0–1 | 2–4 | 3–1 | 1–0 | 1–2 | 3–3 | 3–2 |
| Eibar             | 2–1 | 1–1 | 0–1 |     | 1–0 | —   | 3–0 | 2–2 | 3–0 | 1–2 | 1–0 | 4–4 | 2–1 | 1–0 | 3–0 | 2–1 | 1–3 | 1–1 | 1–2 | 0–0 |
| Espanyol          | 2–1 | 1–0 | 3–0 | 0–4 | 1–1 | 1–0 | —   | 1–1 | 1–3 | 1–1 | 1–0 | 1–0 | 2–1 | 1–3 | 2–4 |     | 0–1 | 2–0 | 3–1 | 3–1 |
| Getafe            | 4–0 | 1–0 | 0–2 | 1–2 | 3–1 | 2–0 | 3–0 | —   | 2–0 | 2–1 | 0–2 | 0–1 | 2–1 | 2–0 | 0–0 | 1–0 | 3–0 | 0–1 | 0–0 |     |
| Girona            | 1–1 | 1–2 | 1–1 | 0–2 | 3–2 | 2–3 | 1–2 | 1–1 | —   | 0–2 | 0–0 | 1–2 | 2–1 | 0–1 | 1–4 | 0–0 | 1–0 | 2–3 | 0–0 | 0–1 |
| Huesca            | 1–3 | 0–1 | 0–3 | 0–0 | 3–3 | 2–0 | 0–2 | 1–1 | 1–1 | —   |     | 2–2 | 0–1 | 2–1 | 0–1 | 0–1 | 2–1 | 2–6 | 4–0 | 2–2 |
| Leganés           | 1–0 | 0–1 | 1–1 | 2–1 | 0–0 | 2–2 | 0–2 | 1–1 | 0–2 | 1–0 | —   | 1–0 | 1–0 | 3–0 | 1–1 | 2–2 | 1–1 | 1–1 | 1–0 | 0–1 |
| Levante           | 2–1 | 3–0 |     | 0–5 | 1–2 | 2–2 | 2–2 | 0–0 | 2–2 | 2–2 | 2–0 | —   | 4–1 | 4–0 | 1–2 | 1–3 | 2–6 | 2–2 | 2–0 | 0–2 |
| Rayo Vallecano    | 1–5 | 1–1 | 0–1 | 2–3 | 4–2 | 1–0 | 2–2 | 1–2 | 0–2 | 0–0 | 1–2 | 2–1 | —   | 1–1 | 1–0 | 2–2 | 1–4 | 2–0 | 1–2 | 2–2 |
| Real Betis        | 1–1 | 2–2 | 1–0 | 1–4 | 3–3 | 1–1 | 1–1 | 1–2 | 3–2 | 2–1 | 1–0 | 0–3 | 2–0 | —   | 1–2 | 1–0 | 1–0 | 1–2 | 0–1 | 2–1 |
| Real Madrid       | 3–0 | 3–0 | 0–0 | 0–1 | 2–0 | 2–1 | 1–0 | 2–0 | 1–2 | 3–2 | 4–1 | 1–2 | 1–0 |     | —   | 0–2 | 2–0 | 2–0 | 2–0 | 3–2 |
| Real Sociedad     | 0–1 | 2–1 | 0–2 | 1–2 | 2–1 | 1–1 | 3–2 | 2–1 | 0–0 | 0–0 | 3–0 | 1–1 | 2–2 | 2–1 | 3–1 | —   | 0–0 | 0–1 | 1–2 | 0–1 |
| Sevilla           | 2–0 |     | 1–1 | 2–4 | 2–1 | 2–2 | 2–1 | 0–2 | 2–0 | 2–1 | 0–3 | 5–0 | 5–0 | 3–2 | 3–0 | 5–2 | —   | 0–1 | 1–0 | 0–0 |
| Valencia          | 3–1 | 2–0 | 1–1 | 1–1 | 1–1 | 0–1 | 0–0 | 0–0 | 0–1 | 2–1 | 1–1 | 3–1 | 3–0 | 0–0 | 2–1 | 0–0 | 1–1 | —   | 1–1 | 3–0 |
| Valladolid        | 0–1 |     | 2–3 | 0–1 | 2–1 | 0–0 | 1–1 | 2–2 | 1–0 | 1–0 | 2–4 | 2–1 | 0–1 | 0–2 | 1–4 | 1–1 | 0–2 |     | —   | 0–0 |
| Villarreal        | 1–2 | 1–1 | 1–1 | 4–4 | 2–3 | 1–0 | 2–2 | 1–2 | 0–1 | 1–1 | 2–1 | 1–1 | 3–1 | 2–1 | 2–2 | 1–2 | 3–0 | 0–0 | 0–1 | —   |

## Statistici

### Golgheteri
La 15 mai 2019.
| Rang | Jucător           | Club            | Goluri |
| ---- | ----------------- | --------------- | ------ |
| 1    | Lionel Messi      | Barcelona       | 34     |
| 2    | Karim Benzema     | Real Madrid     | 21     |
| 2    | Luis Suárez       | Barcelona       | 21     |
| 4    | Cristhian Stuani  | Girona          | 19     |
| 5    | Iago Aspas        | Celta Vigo      | 18     |
| 6    | Wissam Ben Yedder | Sevilla         | 17     |
| 6    | Borja Iglesias    | Espanyol        | 17     |
| 8    | Antoine Griezmann | Atlético Madrid | 15     |
| 9    | Charles           | Eibar           | 14     |
| 9    | Raúl de Tomás     | Rayo Vallecano  | 14     |
| 9    | Jaime Mata        | Getafe          | 14     |
| 9    | Jorge Molina      | Getafe          | 14     |

### Pasatori
La 15 mai 2019.
| Rang | Jucător           | Club            | Asistări |
| ---- | ----------------- | --------------- | -------- |
| 1    | Lionel Messi      | Barcelona       | 13       |
| 1    | Pablo Sarabia     | Sevilla         | 13       |
| 3    | Santi Cazorla     | Villarreal      | 10       |
| 3    | Jony              | Alavés          | 10       |
| 5    | José Campaña      | Levante         | 9        |
| 5    | Antoine Griezmann | Atlético Madrid | 9        |
| 7    | Jordi Alba        | Barcelona       | 8        |
| 7    | Wissam Ben Yedder | Sevilla         | 8        |
| 9    | Brais Méndez      | Celta Vigo      | 7        |
| 9    | Sergi Roberto     | Barcelona       | 7        |